# Марокко на зимових Олімпійських іграх 2014
Марокко на зимових Олімпійських іграх 2014 року у Сочі було представлене 2 спортсменами в 1 виді спорту.